# هانز هولمان
هانز إريك (إريك) هولمان (بالألمانية: Hans Erich Hollmann) (4 نوفمبر 1899 – 19 نوفمبر 1960) كان متخصصًا إلكترونيًا ألمانيًا حقق العديد من الإنجازات في تطوير الرادار.
ولد هولمان في سولينغن بألمانيا. أصبح مهتمًا بالراديو وحتى عندما كان مراهقًا اشترك في المجلات التقنية اليوم. في وقت متأخر من الحرب العالمية الأولى أصبح أسير حرب للفرنسيين ولم يعد إلى ألمانيا حتى عام 1920. ثم درس في الجامعة التقنية في دارمشتات حتى حصل على الدكتوراه في عام 1928.
تضمنت أبحاث الدكتوراه لهولمان تطوير جهاز إرسال واستقبال الموجات القصيرة للغاية لموجات السنتيمتر والعشري. وقد جذب هذا اهتمام Telefunken، وأدى في نهاية المطاف إلى تطوير أول نظام اتصالات بالموجات الدقيقة.
في عام 1930 انتقل هولمان إلى معهد هاينريش هيرتز لأبحاث التذبذب في برلين. هناك واصل دراساته في الموجات الصغرية وأنابيب أشعة الكاثود وعمل أيضًا على أبحاث الغلاف المتأين وعلم الفلك الراديوي. في عام 1933، أصبح هولمان محاضرًا في الجامعة التقنية في برلين.
أنشأ Telefunken شركة رادار في عام 1933 استنادًا إلى عمل هولمان وطور نظامًا قصيرًا لوضع مدافع قصير المدى يسمى Würzburg. خلال الحرب العالمية الثانية، عمل فريا وفورتسبورغ في أزواج. كانت فرايا تحدد الطائرة القادمة بينما تحسب فورتسبورغ المسافة والارتفاع.
في عام 1935، كتب هولمان كتابين عن الموجات الدقيقة والفيزياء وتقنيات الموجات القصيرة جدًا والرؤية بالموجات الكهرومغناطيسية، والتي كانت مصدر إلهام لتطوير رادار السنتيمتر في بلدان أخرى على الرغم من بعض الرقابة على محتوياتها.
كان متزوجا من جيزيلا شيميلبوش ولديه ثلاثة أطفال. توفي في لوس أنجلوس عام 1960.

## روابط خارجية
- سيرة في عيد ميلاده الستين